# Peter Segal
Peter Segal (New York, 20 aprile 1962) è un regista e produttore cinematografico statunitense.

## Biografia
Peter Segal è noto per aver diretto film per la televisione e cinematografici come Terapia d'urto (2003), 50 volte il primo bacio (2004) e L'altra sporca ultima meta (2005), tutti e tre con protagonista l'attore Adam Sandler.

## Filmografia

### Regista

#### Cinema
- Una pallottola spuntata 33⅓ - L'insulto finale (Naked Gun 33⅓: The Final Insult, 1994)
- Tommy Boy (1995)
- Fuga dalla Casa Bianca (My Fellow Americans, 1996)
- La famiglia del professore matto (Nutty Professor II: The Klumps, 2000)
- Terapia d'urto (Anger Management, 2003)
- 50 volte il primo bacio (50 First Dates, 2004)
- L'altra sporca ultima meta (The Longest Yard, 2005)
- Agente Smart - Casino totale (Get Smart, 2008)
- Il grande match (Grudge Match, 2013)
- Ricomincio da me (Second Act, 2018)
- My Spy (2020)
- My Spy - La città eterna (My Spy: The Eternal City, 2024)

#### Televisione
- Shameless – serie TV, 3 episodi (2014-2016)
- Survivor's Remorse – serie TV, 4 episodi (2014-2016)
- Angie Tribeca – serie TV, 1 episodio (2016)
- Heels – serie TV, 7 episodi (2021)

### Produttore

#### Cinema
- Agente Smart - Casino totale (Get Smart, 2008) – produttore esecutivo
- Il grande match (Grudge Match, 2013)
- Ricomincio da me (Second Act, 2018) – produttore esecutivo
- My Spy (2020)
- My Spy - La città eterna (My Spy: The Eternal City, 2024)